# Blanca de Maella
Blanca de Maella es un cultivar de higuera de tipo higo común Ficus carica unífera, de higos color de piel verde con alguna mancha marronácea con unas grietas longitudinales muy atractivas. Se cultiva principalmente en Aragón ( Maella).

## Sinonimia
- „Mallea“ en la Comunidad Valenciana,[6][7][8][9]

## Historia
Variedad originaria de Maella, ciudad de Aragón cerca de Batea.
Tiene características muy similares a las de 'Bourjassot Blanca'.
Los higos secos de Maella fueron durante mucho tiempo más famosos y apreciados que los de Fraga. 
Estos fueron conocidos y citados por Cervantes.

## Características de la higuera
La higuera 'Blanca de Maella' es una variedad unífera de tipo higo común, de producción alta de higos. Árbol de tamaño mediano pero grande cuando crece en suelo fresco y profundo que debe ser podado para mejorar la calidad de sus frutos. Soporta bien las bajas temperaturas. Las hojas son generalmente de tamaño mediano y tienen cinco lóbulos.
Un exceso de nitrógeno o cualquier otro fertilizante provoca un crecimiento excesivo del árbol y un retraso de la maduración del fruto. En suelos arenosos, no admite nematodos, en este caso, debe injertarse en un pie resistente.

## Características del higo
La variedad 'Blanca de Maella' debe su nombre a su color de piel. El higo tiene una  piel dura de color blanco verdoso, de forma urceolada, medianos de tamaño.
Fruto de exquisita dulzura, carne roja y aromática. Aunque se usa principalmente para secar, este higo es uno de los mejores para la degustación en fresco.
Si el otoño es cálido, los higos maduran hasta finales de octubre.